# حسولزغي
حسولزغي هي قرية في مقاطعة ماكو، إيران. يقدر عدد سكانها بـ 68 نسمة بحسب إحصاء 2016.